# Alex Turner (Musiker)
Alexander David Turner (* 6. Januar 1986 in Sheffield) ist ein britischer Musiker. Er ist Mitgründer, Lead-Sänger und Songwriter der britischen Indie-Rock-Band Arctic Monkeys. Zusammen mit Miles Kane ist er Frontmann der Baroque-Pop-Supergroup The Last Shadow Puppets.

## Leben

### Kindheit
Alex Turner wurde in Sheffield als Sohn einer Deutschlehrerin und eines Musik- und Physiklehrers geboren und wuchs im Vorort High Green auf. Er beschreibt seine Eltern als Musikfans, die in seiner Kindheit etwa The Beatles, The Beach Boys, Led Zeppelin, David Bowie, Eagles und Frank Sinatra hörten. Sein Vater, der früher in Big Bands gespielt hatte, brachte ihm am Keyboard Tonleitern bei. Bis er acht Jahre alt war, nahm er dazu Klavierstunden.
Turner wuchs in derselben Straße wie sein späterer Bandkollege Matt Helders auf, mit dem er auf die gleiche Grundschule und weiterführende Schule ging. In der Schulzeit lernten sie auch Andy Nicholson kennen. Die Gruppe hatte ein gemeinsames Interesse an Hip-Hop-Musikern wie Dr. Dre, Wu-Tang Clan, OutKast und Roots Manuva. Mit der Cubase-Software seines Vaters produzierten sie gemeinsam Hip-Hop-Beats. Ihr Interesse am Indie-Rock entwickelte sich 2001 mit dem Durchbruch der amerikanischen Band The Strokes. Im Alter von 15 Jahren fing Turner an, mit einer von seinem Vater ausgeliehenen Schulgitarre Akkorde zu lernen, und bekam im selben Jahr von seinen Eltern eine E-Gitarre als Weihnachtsgeschenk.

### Gründung der Arctic Monkeys (2003–2005)
Inspiriert von Freunden, die ebenfalls Bands gründeten und live spielten, gründete Turner zusammen mit Helders und Nicholson im Sommer 2002 die Band Arctic Monkeys. Helders kaufte sich dafür ein Schlagzeug, während Nicholson auf Turners Vorschlag mit dem Spielen der Bassgitarre begann. Als Gitarrist luden sie Jamie Cook ein, der ebenfalls ein Nachbar der Bandmitglieder war, jedoch auf eine andere Schule ging. Auch Turner spielte zunächst Gitarre in der Band, wurde später aber dessen Sänger, nachdem andere Schulfreunde das Angebot abgelehnt hatten. Die Band probte zunächst in Turners Garage und in einer leerstehenden Lagerhalle. Im Juni 2003 spielten Arctic Monkeys als Supportband in einer örtlichen Kneipe ihr erstes Konzert.
Im Sommer 2003 spielte Turner als Gitarrist mit der Band Judan Suki mehrere Konzerte in York und Liverpool und nahm auch an Demo-Aufnahmen teil. Turner lernte dabei den Produzenten der Band kennen und fragte ihn, ob er auch Demos mit den Arctic Monkeys aufnehmen wollte. Der Produzent zeigte sich beeindruckt von der Musik, nahm das Angebot an und vermittelte der Band ein Management, das auch die Sitzungen im Tonstudio bezahlte. In Schottland, den Midlands und Nordengland spielten Arctic Monkeys mehrere Konzerte, bei der die Band kostenlose Demo-CDs verteilte. Fans teilten die erste Demo-Kompilation der Band, Beneath The Boardwalk, später im Internet, wo sich die Songs schnell verbreiteten. Nach der weiterführenden Schule entschied Turner, sich auf die Band zu konzentrieren statt auf die Universität zu gehen und begann, in Teilzeit als Barkeeper in einer Konzerthalle zu arbeiten.

### Durchbruch mit der Band (2006–2007)
Ins Rampenlicht gelangten Arctic Monkeys Anfang 2005. Eine Demoaufnahme der Band wurde auf dem landesweiten Radiosender BBC Radio 1 gespielt und Zeitungen wie die Daily Star berichteten erstmals über die Arctic Monkeys. Im Mai veröffentlichte die Band, noch ohne Plattenvertrag, ihre erste EP, Five Minutes with Arctic Monkeys, und ging erstmals landesweit auf Tour. Im Juni wurde die Band vom Indie-Label Domino Records unter Vertrag genommen. Die Debütsingle der Arctic Monkeys, I Bet That You Look Good On The Dancefloor, wurde im Oktober veröffentlicht und stieg direkt auf dem ersten Platz in die britischen Singlecharts ein, was der Band mit When the Sun Goes Down wenig später erneut gelang. Im Januar 2006 folgte darauf das Debütalbum Whatever People Say I Am, That’s What I’m Not, das ebenfalls direkt den ersten Platz der britischen Albumcharts belegte. In Kritiken wurden besonders Turners Songtexte gelobt, die vom Teenager-Nachtleben in Sheffield handeln.

### Erstes Album mit The Last Shadow Puppets (2007)
Mit seinem Musikerkollegen und Freund Miles Kane, dem Frontmann von The Little Flames und The Rascals, gründete Turner im Jahre 2007 die Supergroup The Last Shadow Puppets. Im April 2008 erschien ihr erstes Album The Age of the Understatement.

### Erstes Soloprojekt (2011)
Turners erste Soloveröffentlichung war der Soundtrack zum Film Submarine im Jahr 2011. Der Regisseur des Films, Richard Ayoade, hatte zuvor bei einem Konzertfilm der Arctic Monkeys Regie geführt und fragte Turner, ob dieser zu Ayoades Debütfilm Songs beitragen wolle. Turner erklärte später, dass er sich das Projekt zunächst nicht zugetraut habe, aber aufgrund seiner Freundschaft mit Ayoade dennoch zugesagt habe.

### Privatleben
Von 2005 bis 2007 war Turner in einer Beziehung mit der Musikerin Johanna Bennett, die auch am Songtext zu Fluorescent Adolescent mitwirkte. Von 2007 bis 2011 war er in einer Beziehung mit der Moderatorin Alexa Chung. Seit 2018 ist er mit der französischen Singer-Songwriterin Louise Verneuil liiert. Turner lebt in London.

## Stil und Wirkung
Turners Markenzeichen sind sein eindringlicher Yorkshire-Akzent, mit denen er seine Songs vorträgt sowie – zu Anfang seiner Karriere – die Angewohnheit, seine Gitarre stets in Brusthöhe zu spielen. Im Dezember 2005 wurde er vom englischen Musikmagazin New Musical Express zum „coolsten Mann auf dem Planeten“ erklärt. Trotz des Erfolges seiner Band wird er nach außen hin oft als eher schüchtern, medienscheu und zurückhaltend beschrieben.

### Ausrüstung
Turner spielt mit einer Fender Stratocaster in Olympic White oder Black, mit einer schwarzen Fender Bronco, mit einer Fender Jazzmaster sowie einer Fender Mustang in Black. Ebenfalls spielt er auf einer 1967er Vox Starstream XII.